# Callichloracris prasina
Callichloracris prasina är en insektsart som först beskrevs av Karsch 1891.  Callichloracris prasina ingår i släktet Callichloracris och familjen gräshoppor. Inga underarter finns listade i Catalogue of Life.